# Caravaggio (Italie)
Pour les articles homonymes, voir Caravaggio.
Caravaggio Caravage est une commune italienne de la province de Bergame en Lombardie.

## Administration
| Période                                  | Période       | Identité               | Étiquette       | Qualité |
| ---------------------------------------- | ------------- | ---------------------- | --------------- | ------- |
| 6 juin 1993                              | 27 avril 1997 | Piero Luigi Radaelli   |                 |         |
| 27 avril 1997                            | 29 mai 2006   | Ettore Pietro Pirovano | Ligue du Nord   |         |
| 29 mai 2006                              | 19 juin 2016  | Giuseppe Prevedini     | Ligue du Nord   |         |
| 19 juin 2016                             | En cours      | Claudio Bolandrini     | Parti démocrate |         |
| Les données manquantes sont à compléter. |               |                        |                 |         |

### Hameaux
Masano, Vidalengo

### Communes limitrophes
Bariano, Brignano Gera d'Adda, Calvenzano, Capralba, Fornovo San Giovanni, Misano di Gera d'Adda, Morengo, Mozzanica, Pagazzano, Sergnano, Treviglio

### Démographie
- fin 2001 : pop. 14112, dens. 441
- fin 2006 : pop. 15256, dens. 476,75

## Monuments et lieux

### Teatro Amerighi
Le théâtre de style Liberty, nommé d'après la famille d'origine du peintre Caravage, les Amerighi, a été un important bâtiment du centre historique de Caravaggio. Dessiné par l'architecte Carlo Bedolini et édifié au début du 1910, ce lieu de rencontre de la haute société de Caravaggio a été particulièrement actif pendant la période comprise entre la Première et la Seconde Guerre mondiale. Avant d'être abattu à la fin de la Seconde Guerre mondiale, considéré comme une sorte de petite Scala, pendant plusieurs décennies il a été le centre de la vie culturelle, sociale et politique de la ville.

## Sanctuaire de Caravaggio
Achevé au XVIIIe siècle il abrite une importante basilique et est un important lieu de pèlerinage.

## Personnalités liées à cette commune
- Artus Gouffier, grand maître de France (1474-1519), fut créé comte de Caravaggio (francisé en Caravaz) par François Ier en 1515, après la conquête du Milanais ; ce comté fut perdu avec le duché de Milan en 1525.
- Polidoro da Caravaggio (1495-1543), peintre et dessinateur de la renaissance italienne, est né à Caravaggio.
- La famille du Caravage (1571-1610), célèbre peintre italien, est originaire de la ville, d'où son surnom.
- Giovanni Gastoldi, célèbre compositeur italien (v. 1554/55-1609), est né lui aussi dans cette commune.
- Riccardo Montolivo (1985-), footballeur italien de la AC Milan et de l'équipe nationale